# Giresun
Giresun je město v Turecku, hlavní město stejnojmenné provincie v Černomořském regionu. Město se nachází zhruba 175 km západně od hlavního města regionu, Trabzonu. Na konci roku 2010 zde žilo 96 948 obyvatel. Název města (dříve Kerason, Kerasounta) pochází z řečtiny, ze slova Kerasus (poloostrov).